# Рождествено (Мышкинский район)
Рождествено — село в Мышкинском районе Ярославской области России. 
В рамках организации местного самоуправления входит в Приволжское сельское поселение, в рамках административно-территориального устройства является центром Рождественского сельского округа.

## География
Расположено в 116 километрах к западу от центра города Ярославля и в 31 километре к западу от города Мышкин.

## Население
| 1859 | 2002 | 2007 | 2010 |
| ---- | ---- | ---- | ---- |
| 364  | ↘249 | ↘237 | ↘188 |

Согласно результатам переписи 2002 года, в национальной структуре населения русские составляли 99 % из 249 жителей.

## Достопримечательности
В селе находится церковь Рождества Христова (Между 1804 и 1813 годами).